# International Abstracts in Operations Research
International Abstracts in Operations Research (IAOR) est une publication officielle de la International Federation of Operational Research Societies (en).

## Historique
La revue a été créée en 1961 par l'Institute for Operations Research and the Management Sciences (INFORMS) avec  Herbert P. Galliher comme premier rédacteur en chef. Le premier numéro paraît en novembre 1961. En 1969, la responsabilité pour la production est transférée à l'International Federation of Operational Research Societies. La revue est utilisée principalement sous la forme d'une base de données électronique, mais une version imprimée est réalisée chaque année. En 2017 paraît le dernier volume. L'arrêt de la revue est consécutif au rachat de son éditeur Palgrave Macmillan par Springer.

## Les journaux résumés
IAOR Online contient les résumés d'environ 180 revues différentes dans chaque volume. Les revues produites par les sociétés membres et les publications commerciales principales du domaines font l'objet de comptes-rendus complets. D'autres revues sont examinées régulièrement, et des résumés choisis sont publiés ; enfin des articles d'autres journaux peuvent également être résumés occasionnellement.